# Манделли, Давиде
Давиде Манделли (итал. Davide Mandelli; 28 июня 1977) — итальянский футболист, защитник, футбольный тренер. 

## Карьера
Давид Манделли — воспитанник клуба «Монца». Однако он не смог дебютировать в основном составе и перешёл, на правах аренды, в клуб серии D «Бьеллезе», которому помог выйти с первого места в серию С2. В сезоне 1999/00 Манделли перешёл в клуб серии С1 «Варезе», где стал игроком стартового состава, после чего получил приглашение в клуб «Торино», где провёл 1 сезон. После этого Манделли присоединился к «Сиене», купившей половину прав на игрока. В «Сиене» провёл 2 сезона, проведя 65 матчей и забив 3 гола. В 2003 году Манделли вернулся в «Торино» и сыграл с клубом один сезон, выйдя на поле в 38-ми матчах чемпионата.
В 2004 году Манделли перешёл в «Кьево». За два сезона в клубе он провёл 67 матчей и забил 5 голов, чем помог клубу занять высшее в истории 4-е место в серии А. В сезоне 2006/07 он участвовал в отборочных матчах Лиги чемпионов и Кубка УЕФА. Однако в чемпионате клуб выступал неудачно и «вылетел» в серию В. В сезоне 2007/08 Манделли помог «Кьево» вернулся в серию А.